# Małżeństwo osób tej samej płci w Norwegii
     Małżeństwo
     Rejestrowany związek partnerski
     Konkubinat
     Konstytucja definiuje małżeństwo jako związek kobiety i mężczyzny
     Związki jednopłciowe nieuznawane

Status prawny związków osób tej samej płci w Europie:
Małżeństwo
Rejestrowany związek partnerski
Konkubinat
Konstytucja definiuje małżeństwo jako związek kobiety i mężczyzny
Związki jednopłciowe nieuznawane

Małżeństwa osób tej samej płci w Norwegii zostały zalegalizowane (poprzez zmianę definicji małżeństwa na neutralną płciowo) 11 czerwca 2008 roku. Prawo weszło w życie 1 stycznia 2009. Norwegia jest szóstym krajem na świecie, który wprowadził w swoim systemie prawnym małżeństwa homoseksualne.

## Historia
Pomysł wprowadzenia małżeństw homoseksualnych w Norwegii w miejsce rejestrowanych związków partnerskich (dostępnych w kraju od 1993 roku) pojawił się w 2004 roku, ale został wówczas odrzucony przez krajowy parlament.
Ostatecznie przyjęta ustawa została zaproponowana przez norweski rząd 14 marca 2008 roku. Projekt zapowiadał zrównanie praw par homo- i heteroseksualnych poprzez zmianę definicji małżeństwa na neutralną płciowo, co miało umożliwić parom jednopłciowym zawieranie ślubów kościelnych, adopcję dzieci i dostęp do zapłodnienia in vitro. Prawa te były dla par jednopłciowych wcześniej niedostępne, nawet w ramach rejestrowanego związku partnerskiego. Anniken Huitfeldt, minister ds. dzieci i równości, podkreśliła, że przepisy są gwarancją poszanowania praw par wszystkich orientacji, a także ich dzieci:

Nowe prawo nie osłabi instytucji małżeństwa, jak sugerują nasi przeciwnicy, a raczej je umocni. Przecież nie staje się ono mniej wartościowe tylko dlatego, że będzie mogło zawrzeć je więcej osób.

W ramach nowej regulacji prawnej pary homoseksualne będą miały możliwość zawarcia ślubu w kościele. Ślub taki nie musi zostać poprowadzony przez pastora (Norwegia jest krajem tradycyjnie luterańskim), para może dowolnie wybrać osobę, która go udzieli.
Ustawę zmieniającą definicję małżeństwa norweski jednoizbowy parlament Storting przyjął w pierwszym czytaniu 11 czerwca 2008 roku stosunkiem głosów 81 za i 41 przeciw. Przeciwne ich wprowadzeniu były Chrześcijańska Partia Ludowa i skrajnie prawicowa Partia Postępu.